# Lasioglossum timothyi
Lasioglossum timothyi (лат.) — вид одиночных пчёл рода Lasioglossum из семейства Halictidae. Назван в честь Timothy Gibbs, отца автора первоописания, в знак признания его многолетней непрерывной работы с пчёлами.

## Распространение
Северная Америка: Канада, США.

## Описание
Мелкие пчёлы длиной около 6 мм. Самки от 5,67 до 6,53 мм. Голова и грудь голубовато-зелёные; апикальная половина клипеуса черно-коричневая, а его базальная часть — бронзовая. Тегулы и ноги красновато-коричневые. Длина переднего крыла самок 4,09—4,39 мм. В переднем крыле 3 субмаргинальные ячейки. Одиночные пчёлы, гнездятся в почве. Вид был впервые описан в 2010 году канадским энтомологом Джейсоном Гиббсом (Jason Gibbs, Йоркский университет, Department of Biology, Торонто, Канада) и отнесён к подроду Dialictus. Кормовые растения: Fabaceae (Baptisia, Tephrosia virginiana).